# ليا وليامز
ليا وليامز (بالإنجليزية: Lia Williams)‏ هي ممثلة بريطانية، ولدت في 26 نوفمبر 1964 في المملكة المتحدة.

## أعمال

### أفلام
- (2017) الأجنبي

## ترشيحات
- جائزة توني لأفضل ممثلة مسرحية [الإنجليزية]‏ (1997)

## وصلات خارجية
- ليا وليامز على موقع IMDb (الإنجليزية)
- ليا وليامز على موقع قاعدة بيانات برودواي على الإنترنت (الإنجليزية)
- ليا وليامز على موقع قاعدة بيانات الفيلم (الإنجليزية)